# Fairey Albacore
Фейрі Альбакор (англ. Fairey Albacore) — британський палубний одномоторний біплан-торпедоносець, що перебував на озброєнні військово-повітряних сил ВМФ Британії за часів Другої світової війни. Літак був розроблений компанією Fairey Aviation Company і брав участь у світовій війні з 1939 до 1943 років.
Тримісний літак розроблявся для виконання завдань щодо ведення морської розвідки та патрулювання, а також, як палубний бомбардувальник і торпедоносець. «Альбакор» мав замінити у палубній авіації Fairey Swordfish, що служив з 1936 року, однак обидві моделі літаків служили протягом воєнних дій на Королівському флоті. «Альбакор» навіть був знятий з озброєння раніше за свого попередника, на заміну йому надійшли моноплани Fairey Barracuda та Grumman TBF Avenger. Серед пілотів цей літак мав прізвисько «недогризок» (англ. Applecore).

## Історія створення

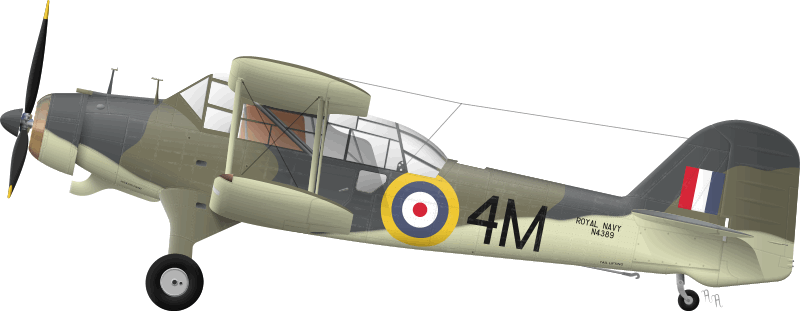
Fairey Albacore в камуфляжі флотської авіації.

В 1936 році була видана специфікація M.7/36 на розробку багатоцільового палубного літака для заміни Fairey Swordfish. Новий літак мав виконувати роль торпедоносця, штурмовика і розвідника. Розробку було доручено компанії Fairey, де керівництво очолив Марсель Лобелл. Компанія пропонувала розробляти новий літак в вигляді моноплана, але міністерство авіації наполягало на тому, що палубний літак повинен бути біпланом.
Тому на початку 1937 року до розгляду було запропоновано біплан з шасі, що не складалось, закритою кабіною, і 14-ти циліндровим двигуном повітряного охолодження Bristol Taurus. Цей проєкт був прийнятий, і для нього була видана доопрацьована специфікація S.41/37. В травні 1937 року було підписано контракт на 100 серійних літаків, без побудови прототипів. Перший «Альбакор» піднявся в повітря 12 грудня 1938 року, а повномасштабне виробництво почалось в кінці 1939 року. Перший літак також було протестовано на поплавковому шасі, але результати показали що цей напрям розвитку не надто перспективний.
Подальші випробування «Альбакор» не надто вразили пілотів: елерони і хвостові рулі надто важко керувались, кабіна пілота була жаркою в помірний літній день, а задня кабіна навпаки продувалась. З плюсів пілоти відзначили тільки гарний вхід і вихід з піке, а також огляд пілота. Літак також мав набір цікавих пристосувань, зокрема підігрів кабіни, склоочисники і рятувальний човен який міг автоматично викидатись.
Не зважаючи на недоліки серійне виробництво літаків переривалось тільки на самому початку через недоведеність двигунів: Taurus II було замінено на Taurus XII. До 1943 року було виготовлено 800 літаків.

## Історія використання

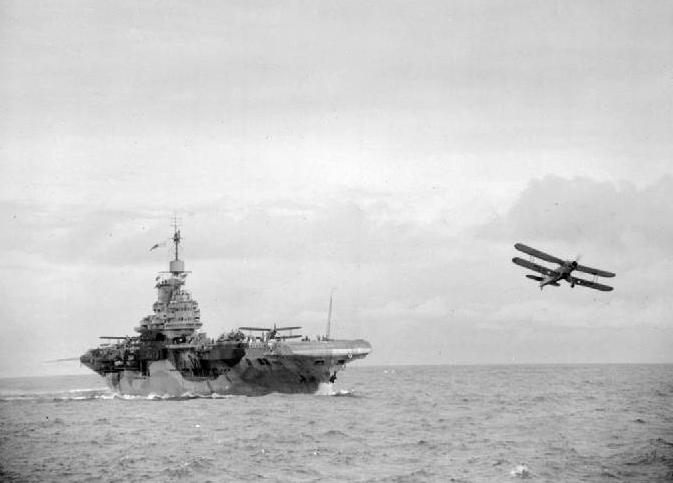
Fairey Albacore злітає з палуби авіносця «Формідебл»

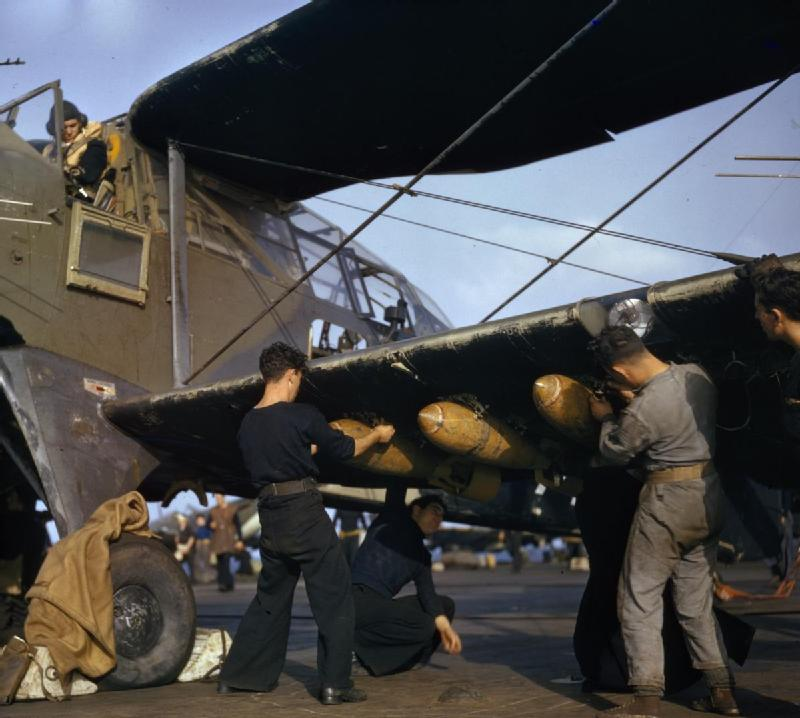
Встановлення бомб на Fairey Albacore. Північна Африка. Листопад 1942.

В березні 1940 року «Альбакорами» було оснащено першу ескадрилью — 826-ту, а бойовий дебют відбувся 31 травня під час нальоту на німецькі війська в Остенде і малі судна біля Зебрюгге. В листопаді 1940 року «Альбакори» стали основним типом літаків на борту авіаносця «Формідебл». Разом з ним вони брали участь в захисті атлантичних конвоїв, а пізніше — в нальотах на італійське Сомалі.
Але основним театром боїв для «Альбакорів» став Середземноморський. Зокрема, торпедні атаки «Альбакорів» з авіаносця «Формідебл» вивели з ладу лінкор «Вітторіо Венето» під час бою біля мису Матапан. «Альбакори», які базувались на Мальті, брали участь в нальотах на Сицилію, закладали мінні загородження в північноафриканських портах, а також діяли проти кораблів. «Альбакори» також розміщувались в Африці, де вони залучались до нічних бомбардувань. Чотири ескадрильї «Альбакорів» (37 літаків) з авіаносців «Формідебл», «Вікторіос» і «Ф'юріос» підтримували висадку десанту під час операції «Смолоскип»
В Атлантиці «Альбакори» діяли з борту авіаносця «Вікторіос» (827, 828-ма ескадрильї). 30 липня 1941 року вони здійснили нальоти на порти Петсамо і Кіркінес, а 9 березня 1942 року здійснили невдалу атаку на лінкор «Тірпіц».
В складі ВПС «Альбакори» брали участь в боях над Ла-Манш (415-та і 119-та ескадрильї), а також в обороні Сінгапура (36-та ескадрилья).
До кінця 1943 року всі «Альбакори» в складі флотської авіації було замінено на Fairey Barracuda. Найдовше, до початку 1945 року, вони використовувались 119-тою ескадрильєю ВПС, коли були замінені на свого попередника — Fairey Swordfish.

## Тактико-технічні характеристики

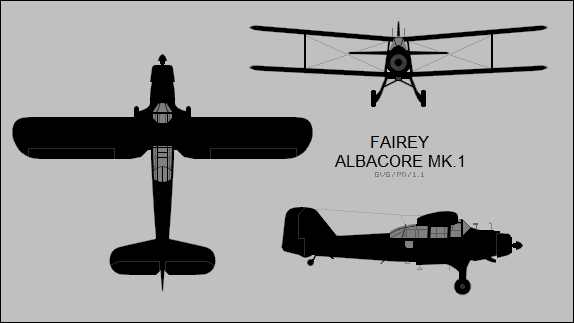

Дані з Consice Guide to British Aircraft of World War II

### Технічні характеристики
- Екіпаж: 3 особи
- Довжина: 12,14 м
- Висота: 4,62 м
- Розмах крила: 15,24 м
- Площа крила: 57,9 м ²
- Маса порожнього: 3295 кг
- Маса спорядженого: 4755 кг
- Максимальна злітна маса: 5727 кг
- Двигун: Bristol Taurus II/XII
- Потужність: 1065/1130 к. с. (794/843 кВт.)

### Льотні характеристики
- Максимальна швидкість (з торпедою): 259 км/год на 1370 м
- Максимальна швидкість: 272 км/год
- Крейсерська швидкість: 225 км/год на 1830 м.
- Практична дальність (з торпедою): 1497 км
- Практична стеля: 6310 м

### Озброєння
- Кулеметне:
  - 7,7-мм курсовий кулемет Browning
  - 1-2 × 7,7-мм кулемет Vickers K кабіні стрільця
- Бомбове навантаження:
  - 1 × 760 кг торпеда
  - до 910 кг бомб в варіантах:
    - 6 × 113 бомб
    - 4 × 227 бомб